# 叶卡捷琳娜·格拉泽
叶卡捷琳娜·乔治斯·阿苏利·格拉泽（羅馬化：Ek'at'erine Giorgis Asuli Geladze；1856/1858年—1937年6月4日），别称卡卡，俄文名叶卡捷琳娜·格奥尔基耶芙娜·格拉泽（羅馬化：Yekaterina Georgiyevna Geladze），為苏维埃社会主义共和国联盟第三任最高领导人约瑟夫·斯大林之母。卡卡生于哥里一个农民家庭，嫁给了鞋匠维萨里奥·朱加什维利，有三个儿子，只有小儿子約瑟夫存活。维萨里奥之后离开家人，留下卡卡将约瑟布抚养成人。卡卡笃信宗教，希望儿子当牧师，于是在哥里当裁缝，赚取儿子的学费。约瑟布最终就读于第比利斯神学院，后来改名为约瑟夫·斯大林，成为了苏联领导人，卡卡则留在家中，直至晚年移居到格鲁吉亚苏维埃社会主义共和国的首府第比利斯。斯大林掌权后很少去看望，而是用书信交流，最后一次探望是在1935年。卡卡于1937年去世，下葬第比利斯姆塔茨明达万神殿。

## 早年
1856年（一说1858年），格拉泽出生在哥里甘巴雷利村（Gambareuli）一个信奉格鲁吉亚正教会的农奴家庭，父亲乔治（或称格拉哈）当瓦工（一说陶工），是伊万·阿米拉赫瓦里王子家的奴隶。卡卡出生前后，父亲去世，母亲梅拉尼娅（Melania）承担照顾责任，教她读书写字，这在当时的女性中是十分罕见的。她有一个哥哥吉奥（Gio），一个弟弟桑达拉（Sandala）。梅拉尼娅在卡卡年纪尚幼的时候去世，照顾桑达拉和卡卡的责任转移到哥哥吉奥的身上，吉奥于1864年前后把他们接到隶属于高加索地区的哥里，当时那里的奴隶受1861年俄國農奴制度改革影响，获得解放。

## 婚姻与育儿

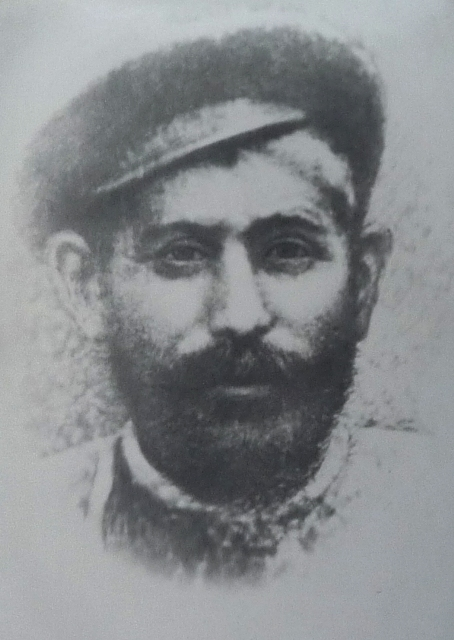
卡卡丈夫维萨里奥·朱加什维利

卡卡年轻时是个样貌出众的姑娘，脸上长着雀斑，留着一头赤褐色的秀发。后来她经常在朋友面前吹嘘自己成了“人人羡慕的漂亮女孩”。当地的鞋匠维萨里奥·朱加什维利找到他，两人于1872年（一说1874年）结婚，当时她可能16岁。两人有三个小孩，大儿子米哈伊尔（1875年2月14日生）和二儿子乔治（1876年12月24日生）分别在两个月和六个月时夭折，只剩下小儿子约瑟布（1878年12月6日生）。约瑟布出生前，卡卡便开始笃信宗教，答应如果孩子能活下来，就去哥里的教堂朝圣，她和朱加什维利共同信守了这个诺言。
朱加什维利的店铺刚开业，经营情况不错，有十名员工，外加学徒，一家人最初享受着水平较高的生活。一名前学徒后来说自己经常在他们家看到黄油，当时黄油对于大多数格鲁吉亚人来说是不可多得的珍馐。然而，考特金认为他们家的生活很平庸，吃的都是些常见的食品，例如羅比奧、亞美尼亞脆餅和巴德里亞尼。但是朱加什维利有酗酒的习惯，当时格鲁吉亚流行用酒来付账，而不是用钱，这给他的生意和家庭带来了不利影响。艾萨克·多伊彻认为朱加什维利无法提升自己的地位，“当自己的主人”，很可能是酗酒和意志消沉导致的。该说法得到羅伯特·約翰·瑟維斯的认同，他指出朱加什维利没有改变思维，制造当时很流行的欧洲风格鞋子，反而贯彻传统的格鲁吉亚风格，认为卡卡的谣言可能是他酗酒的主要原因。朱加什维利经常会喝醉酒打卡卡（卡卡经常会还手）和约瑟布，或是在公共场合斗殴，外号“疯子別索”因而得名。

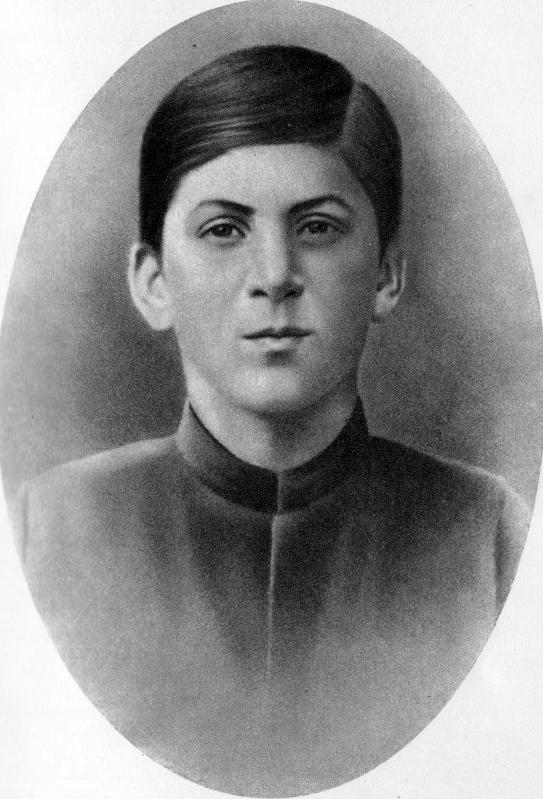
朱加什维利小儿子约瑟布·朱加什维利，他是朱加什维利唯一一个活过童年的孩子，长大后改名为约瑟夫·斯大林。图片摄于1894年

外界谣传卡卡出轨过多个已婚男性，可能加剧了朱加什维利酗酒的倾向。谣传卡卡与多名男子有染，包括在她婚礼上当伴娘、也是大儿子和二儿子教父的雅科夫·埃格纳塔什维利（Yakov Egnatashvili）、警察达米安·达夫里舍维（Damian Davrishevi）和牧师克里斯托弗·查克维亚尼（Kristopore Charkviani）。也有传闻指约瑟布不是朱加什维利的儿子，而属于其中一位男子。然而，未有证据显示卡卡花心，或是有男人亲自找上她，而朱加什维利不是约瑟布的父亲也无法验证。
1884年，朱加什维利离开家人，搬回梯弗里斯，回到曾经工作过的阿德尔哈诺夫（Adelkhanov）鞋厂。他给卡卡寄了钱，希望得到谅解，但以失败告终。为了养活自己和儿子，卡卡做过许多零工，主要是家政、缝纫和洗衣，包括在戴维里维（Davrichewy）和埃格纳塔什维利（Egnatashvili）家当帮佣。由于生活接近贫困，他们四处搬家，接下来10年一共换了九处居所。1886年，他们搬进查克维亚尼家顶楼。历史学家斯蒂芬·考特金认为这次搬家是卡卡的计划，她在查克维亚尼家当帮佣，给约瑟布赚取同年就读教会学校的学费，还教她学俄语。大约在这个时候，卡卡开始在定制服装店上班，直至离开哥里。
朱加什维利得知卡卡让约瑟布上学，没有让他继承自己的事业当鞋匠，因而感到不安。这导致约瑟布1890年1月发生严重事故，被轻便敞篷马车撞成重伤。朱加什维利匆忙赶回哥里，带儿子去梯弗里斯的医院看病，约瑟布康复后在阿德尔哈诺夫鞋厂当学徒。卡卡非常反对这个做法，她利用教会的关系，将约瑟布带回哥里，让他继续完成学业，当一名牧师。这也是朱加什维利最后一次见到妻子和儿子，约瑟布离开梯弗里斯后，他切断了与他们的联系及经济支持。卡卡在学校当清洁工，给约瑟布赚学费，但约瑟布成绩优异，不久后便拿到奖学金，最终于1894年凭借入学考试被当时高加索地区最顶尖的学校第比利斯神学院。

## 晚年
约瑟布去梯弗里斯读书的同时，卡卡留在哥里。1899年被神学院开除后，约瑟布投身于革命事业，最终改名为约瑟夫·维萨里奥诺维奇·斯大林。1904年，斯大林从西伯利亚的流放地逃跑，最后一次来到哥里探望母亲。接下来的10多年，卡卡未收到儿子的任何信息，直至他1917年参加俄国革命。1922年，在格鲁吉亚苏维埃社会主义共和国领导人的一再坚持下，卡卡搬到梯弗里斯，成为布尔什维克领导人重点照顾的对象。卡卡住在高加索总督以前的官邸，当时格鲁吉亚的人民委员会也在那里办公。斯大林的亲密盟友、格鲁吉亚领导人拉夫连季·帕夫洛维奇·贝利亚非常照顾她，经常派妻子尼诺（Nino）去探望她。卡卡经常穿着象征寡妇的黑衣，出现在梯弗里斯的市场，当时贝利亚掌控的秘密警察负责她的贴身保卫。
斯大林掌权后很少去看望母亲。据《纽约邮报》记者休伯特·伦弗洛·尼克博克，斯大林在1930年的专访表示只在1921年和1926年去看望她，她也来过莫斯科一次，但是“不太喜欢”。他们频繁写信，直至斯大林的第二次妻子娜杰日达·谢尔盖耶夫娜·阿利卢耶娃1932年自杀后，频率才有所减少。斯大林有18份信得到保存，卡卡只有1份。1935年，斯大林的孩子去看望她，但瓦西里和斯韦特兰娜不懂格鲁吉亚语，需要同父异母的哥哥雅科夫翻译（卡卡从未学过俄语）。
斯大林听到母亲生病的消息，1935年10月17日最后一次看望了她。根据卡卡私人医生未出版的回忆录，斯大林曾和母亲讨论过自己的地位：“妈妈，您还记得我们的沙皇吗？我现在就有点像沙皇。”卡卡则回答道：“你当牧师的话，会更加出色。”医生还表示斯大林有问：“为什么您这么想要我当牧师？”卡卡则表示：“我看到许多人虽然从事卑微的工作，但过上很好的生活，他们都很受人尊重。所以我觉得没有比这个更适合男人的工作了，如果我是牧师的母亲，我会非常骄傲。我承认，是我想当然了。”《真理报》报道斯大林探望卡卡的三天后，文章刊登在10月23日的报纸上，10月27日详细报道刊出。第一篇报道刊出的时候，斯大林并不在意，但第二篇报道出版后，斯大林不太满意。
1937年6月4日，格拉泽去世。医疗报告显示死因是心脏衰竭。斯大林忙于大清洗共产党员与苏联红军，尤其是逮捕审讯米哈伊爾·尼古拉耶維奇·圖哈切夫斯基，未出席葬礼，派贝利亚当代表献上花圈，上有以格鲁吉亚语和俄语书写的字条“致敬爱的母亲，儿子约瑟夫·朱加什维利（斯大林）敬挽”。斯大林安排她葬在俯瞰梯弗里斯、安葬格鲁吉亚所有名人的大墓地姆塔茨明达万神殿。

### 注
1. ↑  苏联方面的来源指她1860年出生。考特金认为这种出入可能的和她的婚礼有关，藉此让她显得更老嫩。
2. ↑  亦有来源指她叫“卡特琳娜”（Katerine）、“叶卡捷琳娜”（Yekaterina）或“凯特万”（Ketevan）。然而，哥里教会纪录和卡卡的讣告均值她叫“叶卡捷琳娜”。“乔治斯·阿苏利”在格鲁吉亚语中，意为“乔治的女儿”。斯大林的出生证指她叫“叶卡捷琳娜，是加布里埃尔的女儿”，但这可能是个笔误，根据她的回忆录，卡卡称她父亲叫“格拉哈或乔治”，她的讣告证实了这一点。讣告又显示她随夫姓朱加什维利。格鲁吉亚的习俗不要求女子婚后必须随夫姓，但随夫姓根据斯拉夫习俗确有发生。
3. ↑  蒙蒂菲奥里和雷菲尔德认为婚礼于1872年举行（Montefiore 2007，第17頁和Rayfield 2004，第5頁），科尔金则认为是1874年。科尔金也表示蒙蒂菲奥里提出的16岁时间点不正确，蒙蒂菲奥里的观点是“结婚后的九个月，1875年2月14日”（Kotkin 2014，第742頁，注21）
4. ↑  约瑟布后来改名为约瑟夫·斯大林。
5. ↑  卡卡据指在晚年时表示：“我年轻的时候给别人打扫房间，碰巧遇到了英俊的男孩，没有放过机会。”但是这出自拉夫连季·帕夫洛维奇·贝利亚儿子塞尔戈（Sergo）的回忆录，不算可靠。见Kotkin 2014，第742頁，注35
6. ↑  蒙蒂菲奥里（Montefiore 2007，第29頁）认为朱加什维利在约瑟布感染天花后离开，但考特金（Kotkin 2014，第20頁）认为事件无关联，朱加什维利在天花疫情前就离开了，他是因为打了哥里的警察局长，而被要求离开。

### 引用
1. Gozalishvili 1937
2. ↑  Kotkin 2014，第742頁，注21: "The official birth date of Stalin’s mother in Soviet sources has also varied, sometimes set at 1860. She appears to have been at least two years older, and her obituaries claimed she was four years older (born 1856)"
3. ↑  Montefiore 2007，第19頁
4. 1 2  Montefiore 2007，第22頁
5. 1 2 3  Kotkin 2014，第16頁
6. ↑  Montefiore 2007，第17頁
7. ↑  Kun 2003，第10頁
8. ↑  Montefiore 2007，第21–22頁
9. ↑  Kotkin 2014，第19頁
10. ↑  Montefiore 2007，第23頁
11. 1 2 3 4  Kotkin 2014，第20頁
12. ↑  Deutscher 1966，第4頁
13. ↑  Service 2005，第16–17頁
14. ↑  Montefiore 2007，第24頁
15. ↑  Montefiore 2007，第18, 20–21頁
16. ↑  Montefiore 2007，第24–26頁
17. 1 2  Montefiore 2007，第31頁
18. ↑  Montefiore 2007，第24, 31頁
19. ↑  Montefiore 2007，第28頁
20. 1 2  Kotkin 2014，第21頁
21. ↑  Montefiore 2007，第29頁
22. ↑  Kotkin 2014，第22頁
23. ↑  Kotkin 2014，第22–23頁
24. ↑  Kotkin 2014，第23頁
25. ↑  Kotkin 2014，第26頁
26. ↑  Montefiore 2007，第383頁
27. ↑  Kotkin 2014，第46頁
28. ↑  Medvedev & Medvedev 2003，第297頁
29. ↑  Medvedev & Medvedev 2003，第298頁
30. ↑  Medvedev & Medvedev 2003，第299頁
31. 1 2 3  Kotkin 2017，第270頁
32. ↑  Montefiore 2003，第186頁
33. ↑  Kotkin 2017，第63; 921頁，注332
34. ↑  Montefiore 2007，第383–384頁
35. ↑  Kotkin 2017，第108頁
36. ↑  Spirin 1992. 来源未指出这短话有历史记载，但它很可能是真实存在的，虽然有道听途说的成分
37. ↑  Radzinsky 1997，第24頁. 拉津斯基引述斯匹林的说法。
38. ↑  Spirin 1992
39. ↑  Kotkin 2017，第271頁
40. 1 2  Kotkin 2017，第421頁
41. ↑  Kotkin 2017，第422頁